# Харківський електротехнічний завод «Укрелектромаш»
ПАТ "Харківський електротехнічний завод «Укрелектромаш» (ХЕЛЗ)  — найбільший в Україні виробник асинхронних електродвигунів і побутових електронасосів, що входить до складу Індустріальної групи УПЕК.

## Довідка
Підприємство було засновано в 1932 р. на базі механічного заводу «Зброяр», в 1938 р. оформилось як самостійна юридична особа — Харківський електротехнічний завод.
З осені 2001 р. входить до індустріальної групи УПЕК.
Завод випускає понад 5 тис. конструктивних, електричних, кліматичних і монтажних видів електродвигунів для всіх галузей промисловості і аграрного комплексу, а також широкий асортимент електронасосів. Виробничі потужності заводу — близько 50 тис. електротехнічних виробів в місяць.
2008 рік ХЕЛЗ завершив з чистим доходом у розмірі 65 млн грн. (У 2007 році чистий дохід склав 66,4 млн грн. проти 65 млн грн. за підсумками 2006 року.)
Генеральний директор Колесніков Олександр Олександрович.